# Python Software Foundation
Die Python Software Foundation ist eine US-amerikanische Non-Profit-Organisation mit Sitz im Bundesstaat  Delaware. Sie besitzt die Markenrechte an der Programmiersprache Python und ist Herausgeberin und Rechtsinhaberin der Python-Software-Foundation-Lizenz.

## Geschichte und Organisation
Die Python Software Foundation wurde am  6. März 2001 gegründet. Die Mitglieder der Organisation setzen sich zusammen aus Einzelpersonen, die einen bedeutenden Beitrag für Python geleistet haben sowie Firmen, die die Organisation mitfinanzieren. Sponsormitgliedschaften haben unter anderen Firmen wie Google, Microsoft, Red Hat und Canonical. Der Präsident der Organisation ist der Gründer der Programmiersprache, Guido van Rossum. Die Mitglieder treffen sich jährlich an der von der Python Software Foundation veranstalteten Entwicklerkonferenz PyCon, die seit 2011 vom Python Software Verband als PyCon DE auch für den deutschsprachigen Raum organisiert wird.

## Python Software Verband
Im deutschsprachigen Raum vertritt der Python Software Verband die Interessen von Anwendern der Open-Source-Programmiersprache Python in Deutschland, Österreich und der deutschsprachigen Schweiz und hält Kontakt zu Unternehmen, die Python einsetzen, zu Wissenschaftlern und Endanwendern.

## Python-Software-Foundation-Lizenz
Die Python-Software-Foundation-Lizenz ist ähnlich der BSD-Lizenz und kompatibel mit der GNU General Public License.